# عنترة السلمي
عنترة الذكواني السُلمي صحابي جليل من قبيلة سليم وكان حليفاً لقبيلة الخزرج من الأنصار شهد مع النبي محمد ﷺ غزوة بدر وغزوة أحد وقُتِل فيها شهيداً. قال ابن هشام: «عَنْتَرَةُ، مِنْ بَنِي سُلَيْمِ بْنِ مَنْصُورٍ، ثُمَّ مِنْ بَنِي ذَكْوَانَ».